# 梨子
梨子（りこ、[本名：藤本 理子(ふじもと りこ)]、2002年7月3日 - ）は、日本のタレント・女優・YouTuber。日本映画大学映画学部卒業。

## 来歴
友達と趣味でやっている自主制作映画の共演がきっかけで知り合った友人から、オーディションの存在を知る。中学の頃から演劇部で芝居をしており、メディア露出はなかったものの芸能に憧れていた。
芸能の世界はキラキラしていて楽しそうだし、あれほど豪華な方が出るような素晴らしい番組に出れるチャンスなら絶対に掴みたいと思い、これに受からなかったら表に出る憧れを捨てて就職しようという覚悟でフジコーズ2期生募集オーディションを受け合格。2023年10月20日放送分から『オールナイトフジコ』（フジテレビ）に出演。
2024年1月30日　自身のYouTubeチャンネル「ふじもと りこ」を開設。
2024年3月22日 『オールナイトフジコ』内でフジコーズを卒業する友恵温香の後任として2代目リーダーに就任。
2025年5月10日、「梨子」に改名。
2025年5月22日から自身初となる冠ラジオ番組『梨子のちょっとおしゃべり聞いてって!』がYouTubeとSpotifyで配信されている。

## 人物
- あだ名はお嬢[5]
- 好きな食べ物はらっきょう
- 趣味は読書と映画鑑賞
- 特技はダンス
- 好きな言葉は岡本太郎の「怖かったら怖いほど、逆にそこに飛び込むんだ」という言葉。
- 憧れの人は霜降り明星で、『霜降り明星のオールナイトニッポン』（ニッポン放送）のヘビーリスナーである。それゆえ、自分にキャッチコピーを付けるとしたら「霜降り系アイドル」と語っている。この他にも憧れの人としてYOUと石原さとみの名も挙げている[6]。

## 出演

### テレビ
- オールナイトフジコ（2023年10月20日 - 、フジテレビ）
- 2023 FNS歌謡祭 第2夜（2023年12月13日、フジテレビ）
- ミュージックジェネレーション（2024年4月11日・4月25日・5月9日・5月16日・5月23日・5月30日・7月18日、フジテレビ） - 「ミュージックマッチング 音楽つけてみました」のお題VTRに出演、2024年7月18日はスタジオにも出演[7]
- レッツケイバフジコ（2024年4月28日、フジテレビ）[8]

### ドラマ
- 最後の鑑定人 第5話（2025年8月6日、フジテレビ）[9][10]

### ラジオ
- フジコーズのオールナイトニッポンX（2023年12月21日、ニッポン放送）
- レコメン？（2024年10月25日、文化放送）
- 梨子のちょっとおしゃべり聞いてって!（2025年5月22日 - 、YouTube・Spotify）

### イベント
- オダイバ!!超次元音楽祭フユフェス2024（2024年2月24日・25日、ぴあアリーナMM）
- マイナビTOKYO GIRLS COLLECTION 2024 SPRING/SUMMER（2024年3月2日、代々木第一体育館）[11]
- AGESTOCK2024（2024年3月3日、代々木第一体育館）
- 富士SUPER TEC 24時間レース（2024年5月25日、富士スピードウェイ）

### YouTube
- ふじもと りこ（YouTubeチャンネル）[12]
- 【可愛い】第一回大喜利アイドル天下一武道会！可愛くて面白いアイドルは誰だ！【爆笑】（ラフ×ラフ公式YouTubeチャンネル）[13]

- 【リズム大喜利】第一回アイドル大喜利天下一武道会！優勝グループは！？【爆笑】（ラフ×ラフ公式YouTubeチャンネル）[14]

### その他
- アフィリア魔法学院放送部（2024年12月15日・22日、超!A&G+）[15]